# Thinobadistes
Thinobadistes és un gènere extint de mamífers pilosos de la família dels milodòntids que visqueren a Nord-amèrica des del Miocè superior fins al Pliocè inferior, fa entre 4,7 i 9,4 milions d'anys. Se n'han trobat restes fòssils a les formacions d'Alachua, Ash Hollow i Ogallala (Estats Units). Fou un dels pocs peresosos gegants de Nord-amèrica, on hauria arribat saltant d'illa en illa via Centreamèrica abans de la formació de l'istme de Panamà. El nom genèric Thinobadistes significa ‘caminador de la platja’.